# Cavtat

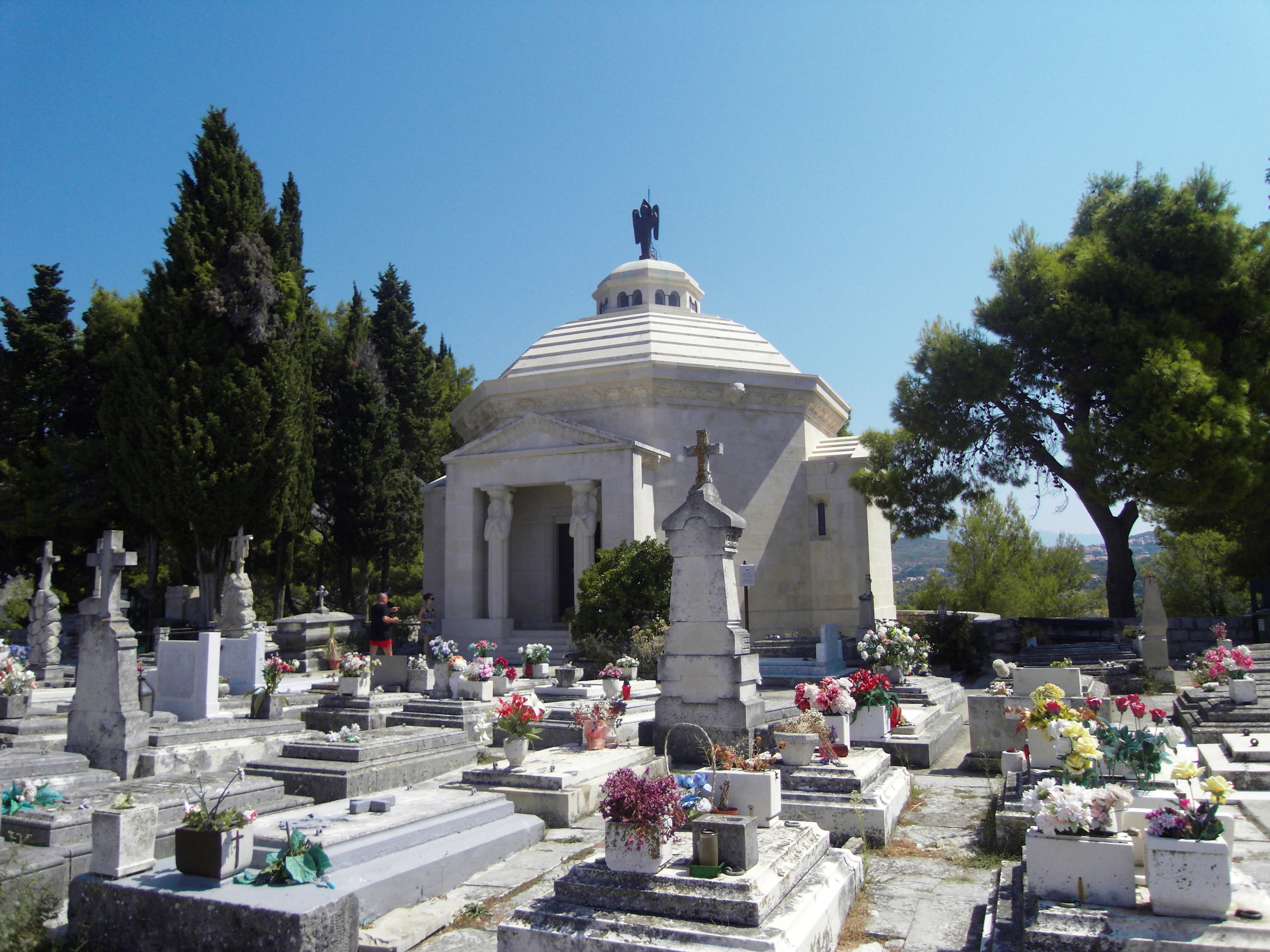
Mausoléu da família Račić.

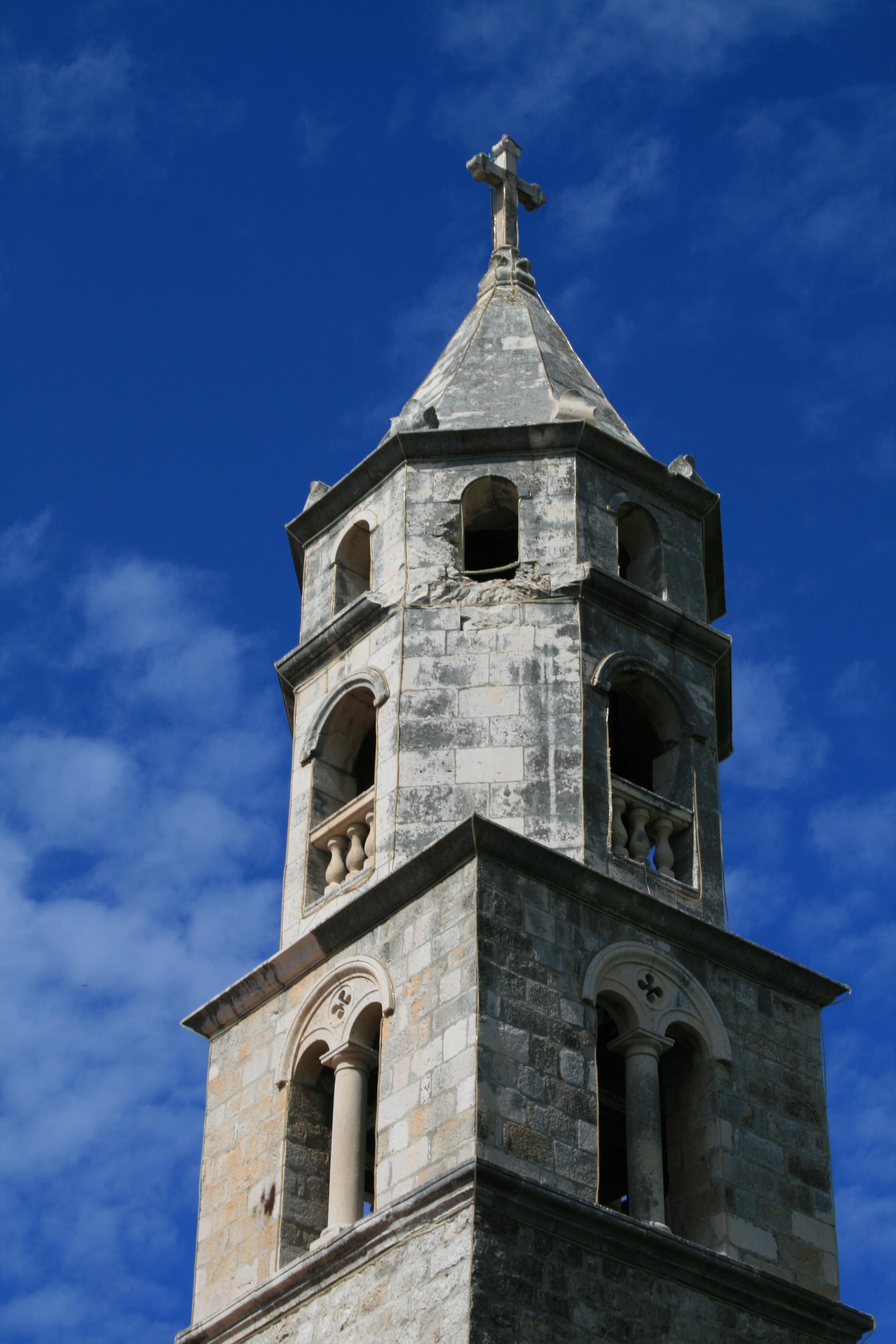
Mosteiro de Nossa Senhora das Neves.

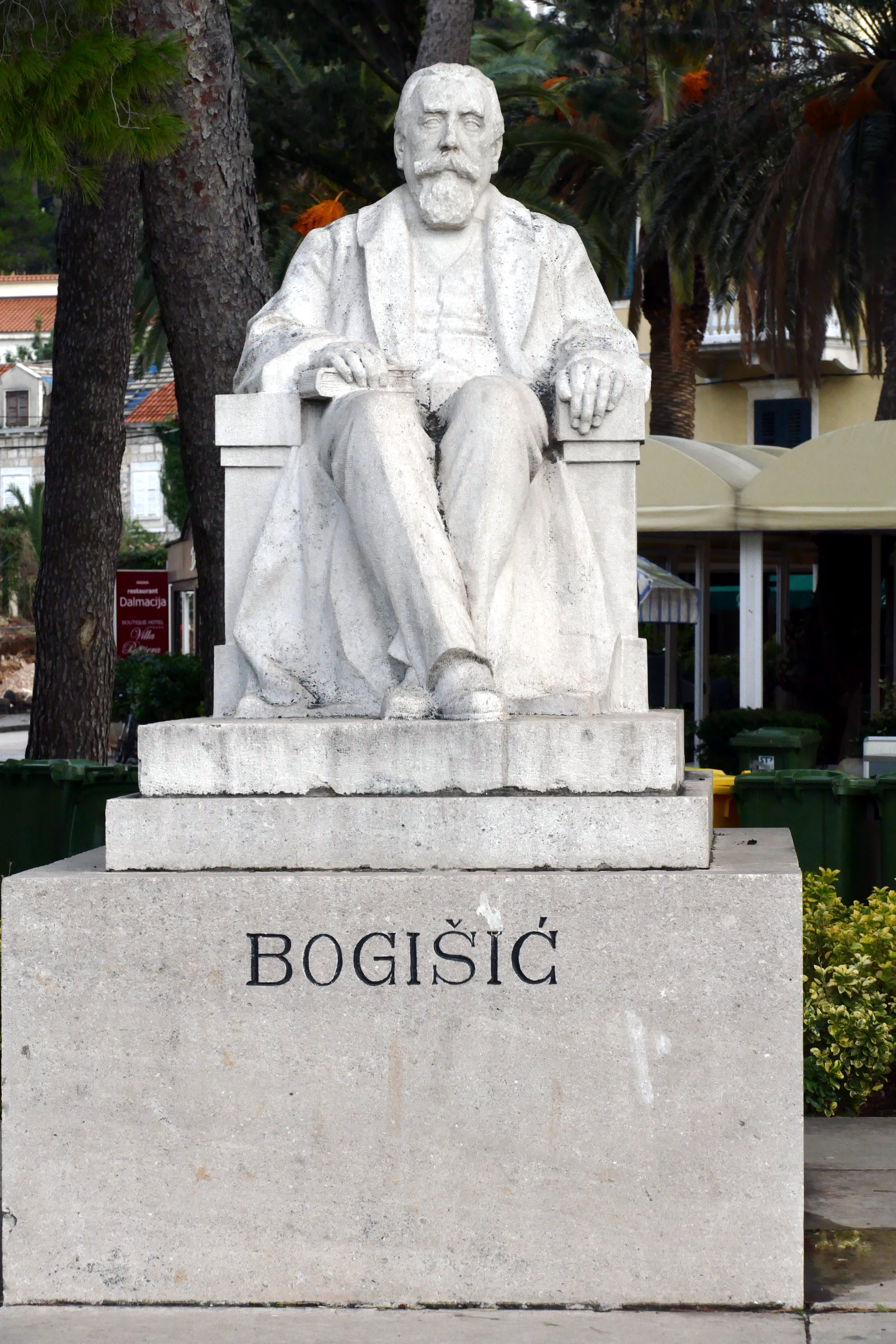
Monumento dedicado a Baltazar Bogišić em Cavtat.

Cavtat (em croata: t͡sǎʋtat), em italiano: Ragusa Vecchia) é uma vila com cerca de 2 200 habitantes (2021) situada no distrito de Dubrovnik-Neretva da Croácia. Localizada na costa do Mar Adriático, a cerca de 15 km a sul de Dubrovnik, é o centro e principal povoação do município de Konavle.

## Descrição

### História
A cidade original foi fundada pelos colonos gregos vindos de Corinto no século VI a.C. com o nome de Epidaurus (em grego: Ἐπίδαυρος). A área circundante era habitada pelos Ilírios, que chamavam à cidade Zaptal.
A cidade mudou o seu nome para Epidaurum quando passou para o domínio romano em 228 a.C. Justiniano I, imperador do Império Bizantino, enviou a sua frota para Cavtat durante a Guerra Gótica (535-554), a guerra entre os ostrogodos e o Império Bizantino no século VI, e ocupou a cidade.
A cidade foi saqueada e destruída pelos ávaros e eslavos no século VII. Os refugiados de Epidauro fugiram para a ilha vizinha de Laus (Ragusa) fundando aí um povoado que, com o tempo, se transformou na cidade de Dubrovnik.
A cidade foi restabelecida na Alta Idade Média, passando a ser conhecida pela designação italiana de Ragusa Vecchia, a Ragusa Velha. Após um curto período de tempo de autonomia, ficou sob o controlo do seu poderoso vizinho, a República de Ragusa.
O moderno nome croata da cidade Croácia, Cavtat revela as origens antigas e a sua ligação a Dubrovnik. O topónimo Cavtat deriva de Civitas Vetus, que significa cidade velha em latim.
A cidade foi gravemente danificada pelo terramoto de 1667.
Durante a guerra da Croácia e a batalha de Dubrovnik em 1991, Cavtat foi bombardeada pelo mar e mais tarde controlada pelo Exército Popular Jugoslavo. A maior parte dos numerosos danos foi entretanto reparada, mas alguns edifícios, como o Hotel Makedonia, tiveram de ser demolidos.

### Economia
Atualmente, Cavtat é um destino turístico popular, com muitos hotéis e casas particulares que alugam quartos e apartamentos. A orla marítima está repleta de lojas e restaurantes. Existem várias praias em Cavtat e nos seus arredores, entre as quais as de Pasjača e de Ključice, Obod, Rat e Žal. Um ferry boat liga a vila às vizinhas Mlini e Dubrovnik. É frequente encontrar numerosas embarcações de luxo e iates privados ao longo da costa. Foi considerado o destino de lua de mel mais popular da Europa para 2023 pela European Best Destinations.

### Cultura
O cemitério da cidade, situado numa colina, contém um mausoléu pertencente à família Račić e decorado pelo escultor Ivan Meštrović.
No ano de 2004, Cavtat recebeu um prémio no Concurso Europeu de Cidades e Vilas em Flor, especialmente pelas áreas verdes bem cuidadas e pelos arranjos florais no passeio marítimo.
O Epidaurus Festival of Music realiza-se anualmente em Cavtat desde 2007.

## Personalidades
Entre outras, a cidade está ligada às seguintes personalidades:
- Antun Pušić ou António Pusich (1769-1838), oficial general da Armada Portuguesa e governador de Cabo Verde.
- Vlaho Bukovac (1855–1922), pintor.
- Tino Pattiera (1890–1966), cantor de ópera.
- Luko Zore (1846–1906), filólogo e eslavista.
- Frano Supilo (1870–1917), político.
- Baltazar Bogišić (1834–1908), jurista, historiador e etnologista.
- Niko Koprivica (1889–1944), político.
- Dinko Zlatarić (1558–1613), poeta e tradutor.
- Raimondo Cunich (1719–1794), humanista.
- Ljudevit Vuličević (1839–1916), escritor e patriota sérvio.

## Municípios geminados
O Município de Cavtat está geminado com:
- Bochnia, Polónia
- Watsonville, Califórnia, USA[16]

## Galeria

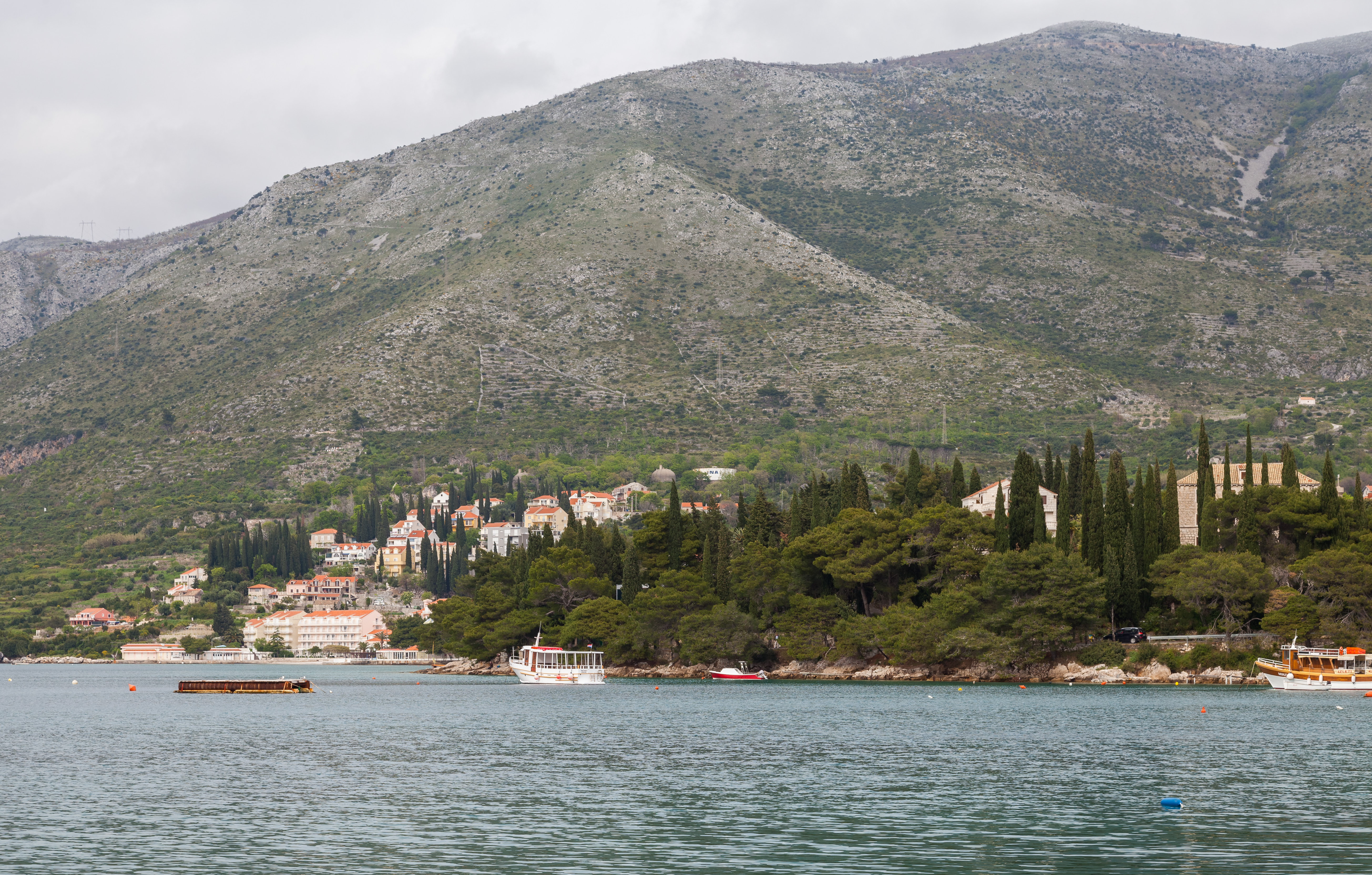
Vista do porto.
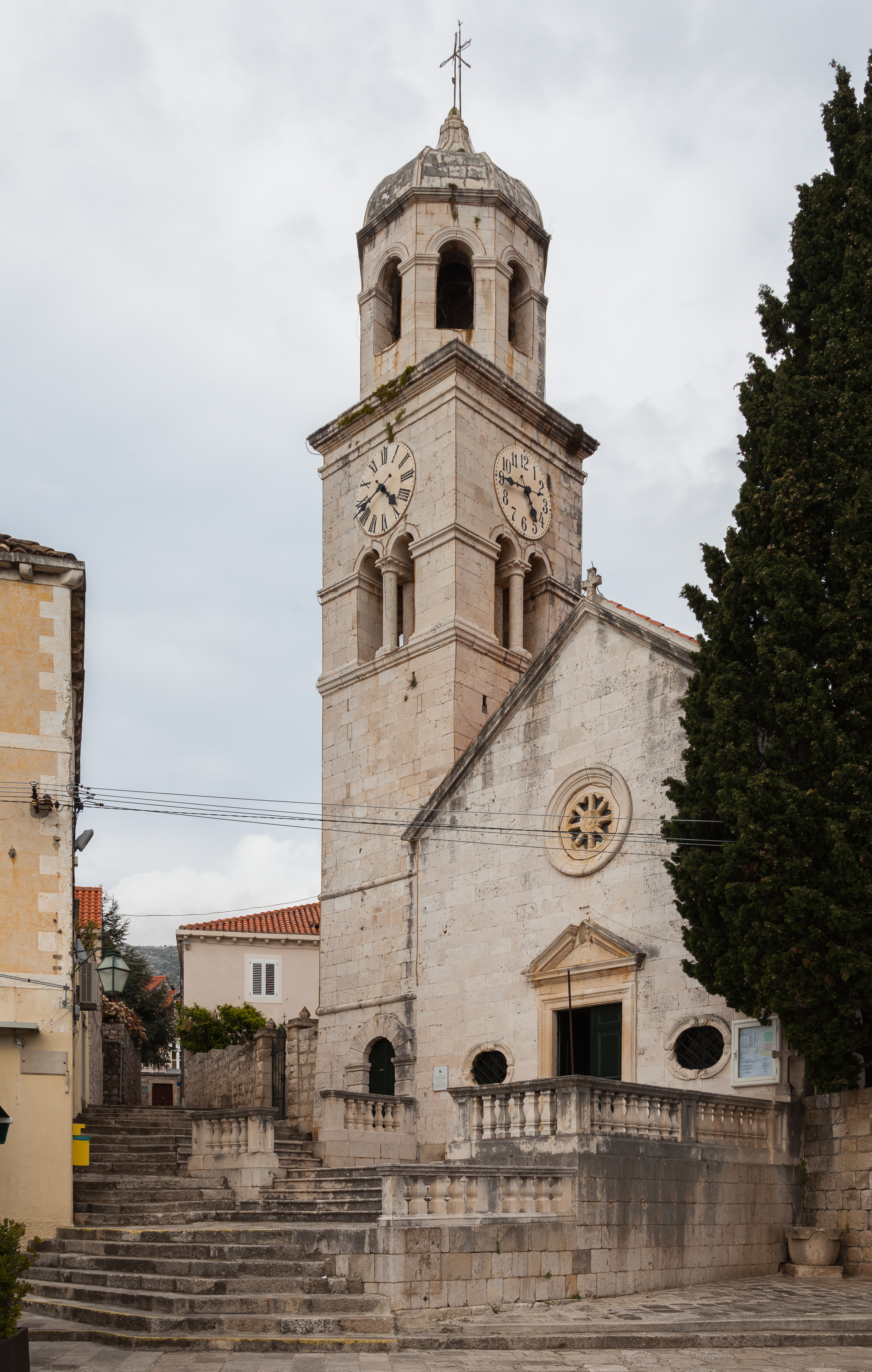
Igreja de São Nicolau.
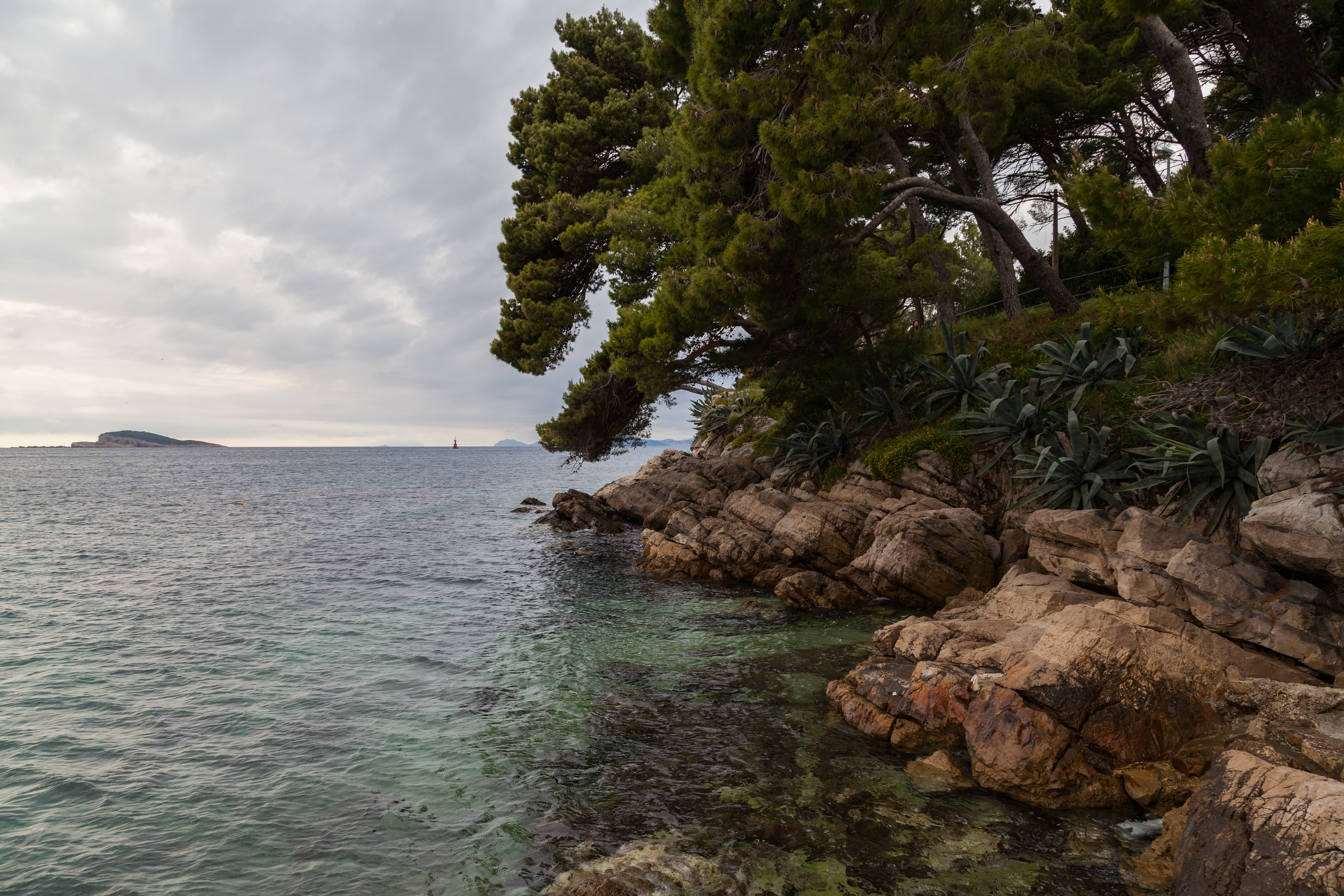
Costa em Cavtat
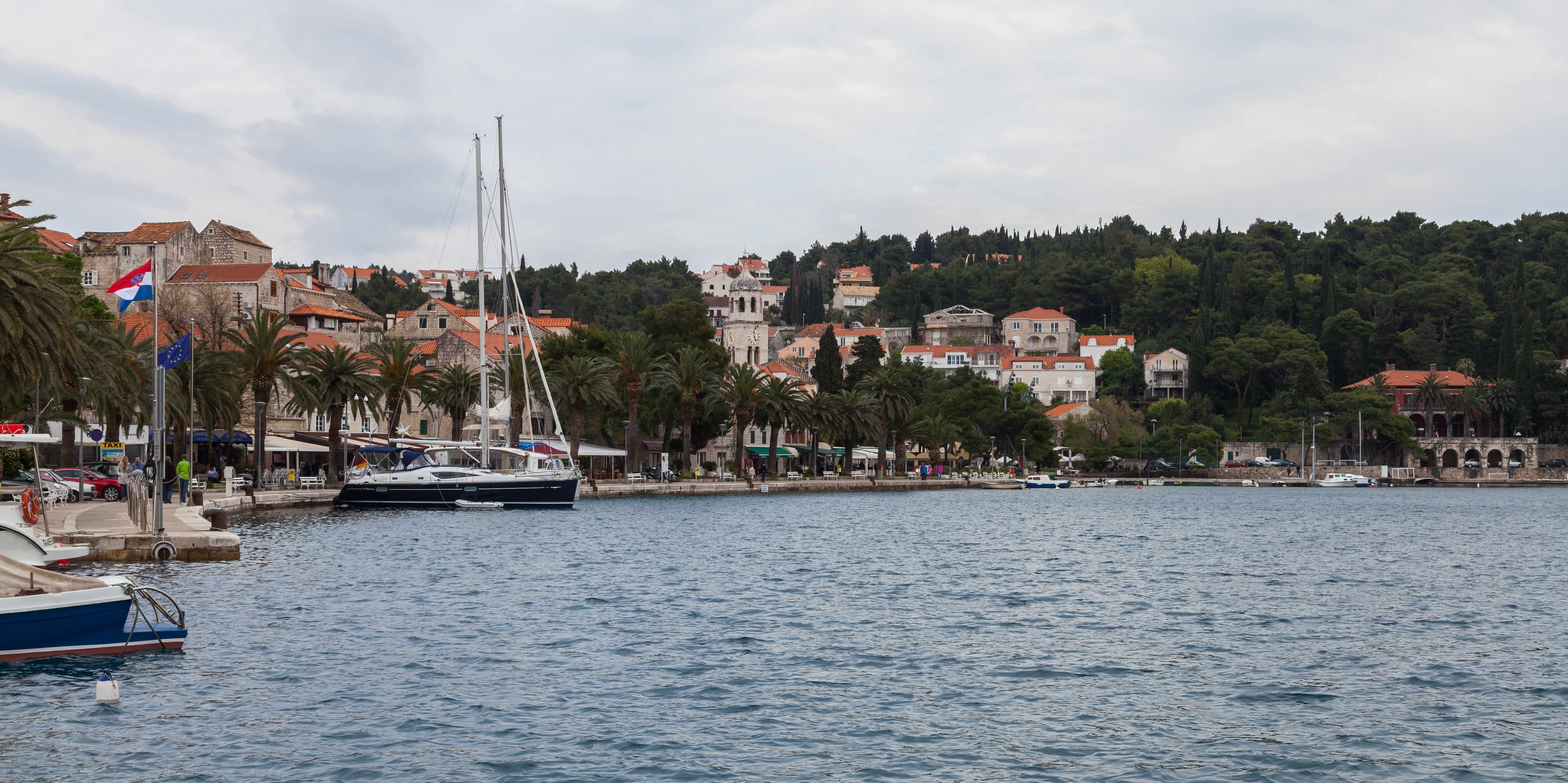
Porto.
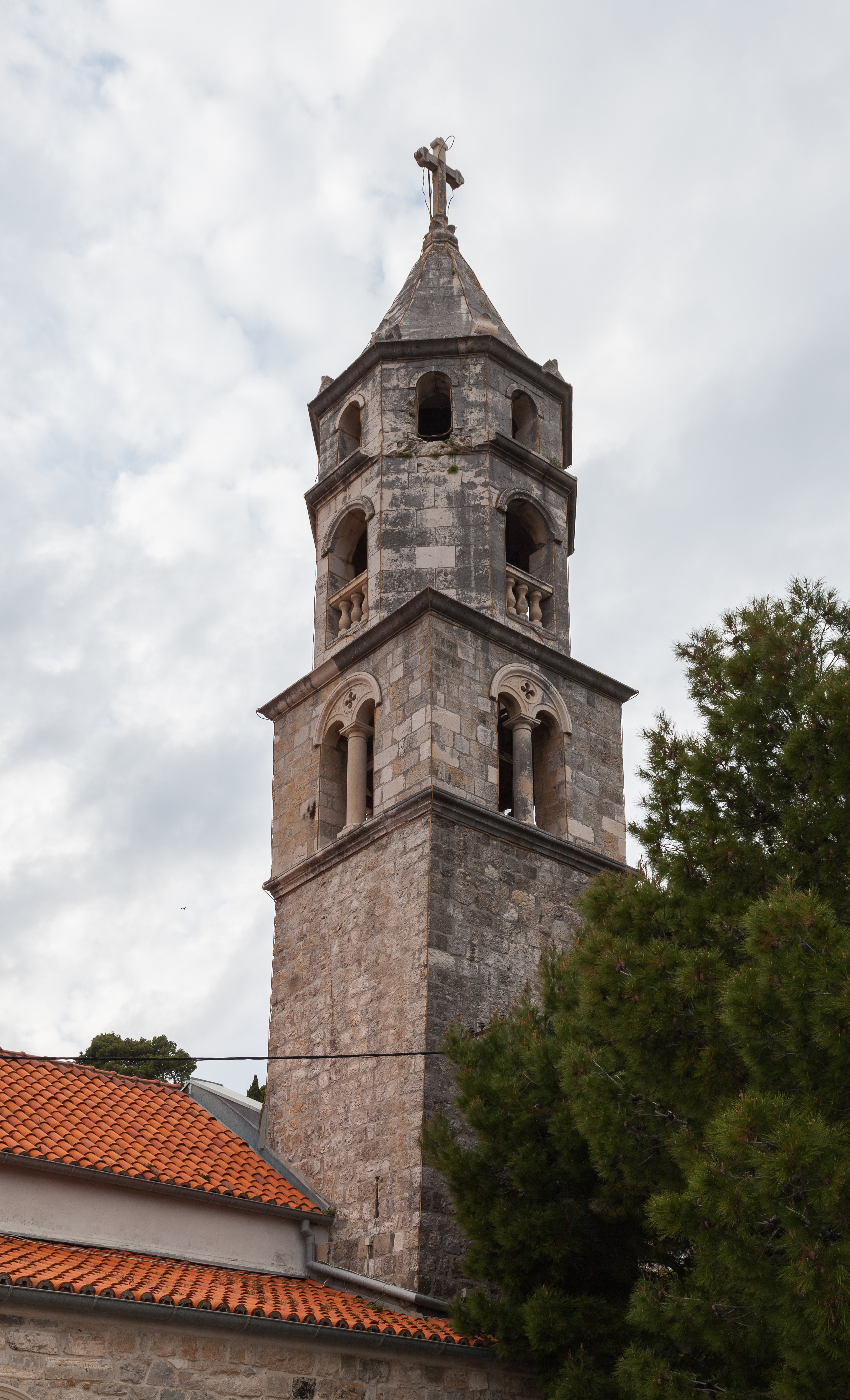
Mosteiro de Nossa Senhora das Neves.
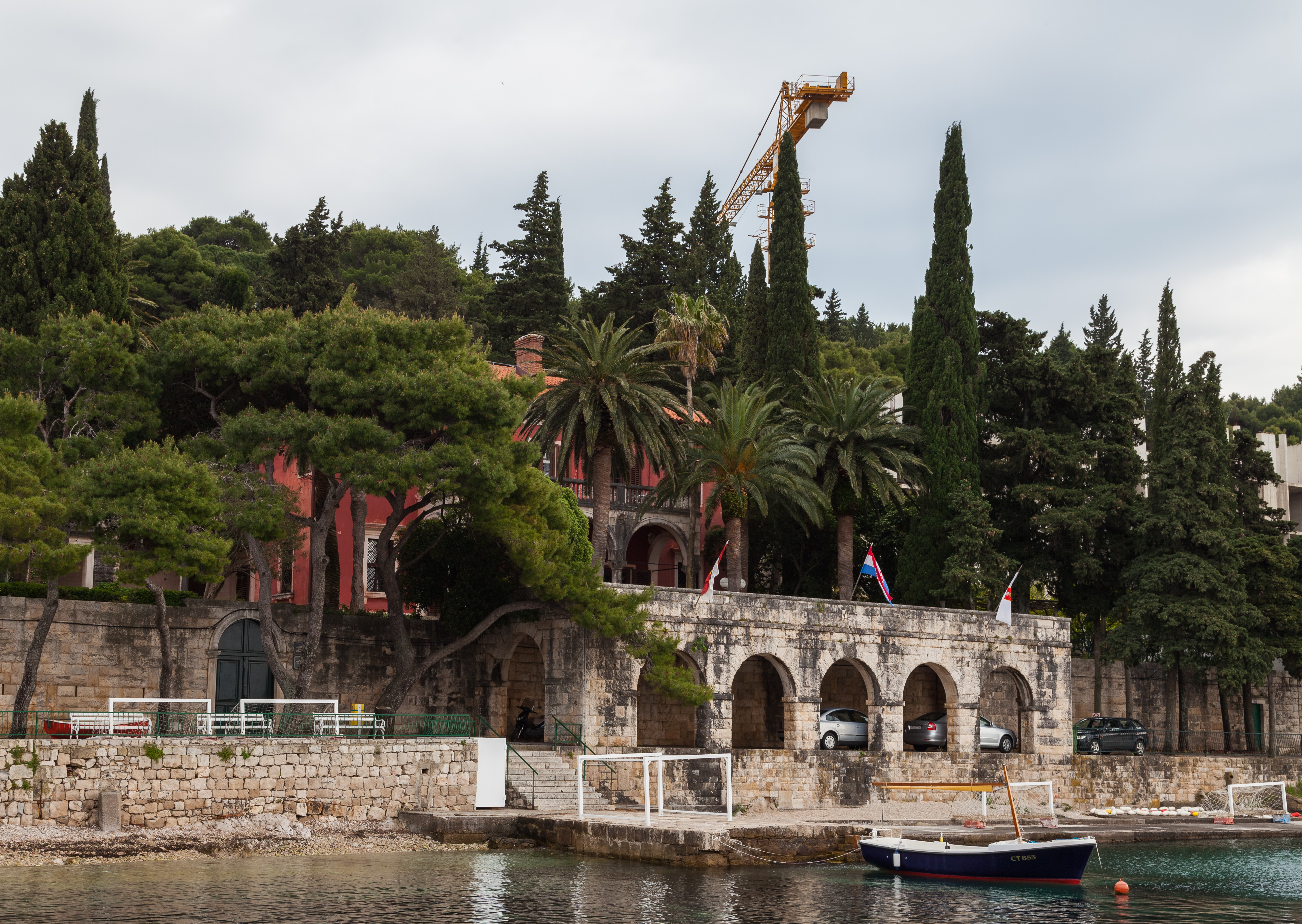
Paços do concelho.
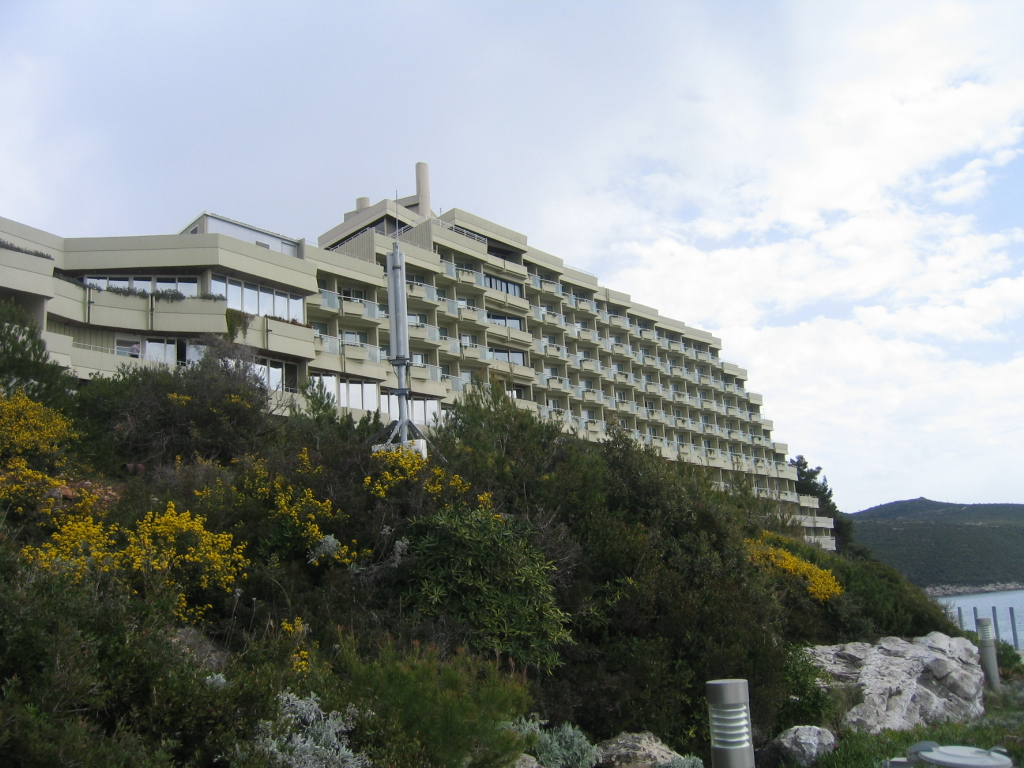
O Hotel Croatia
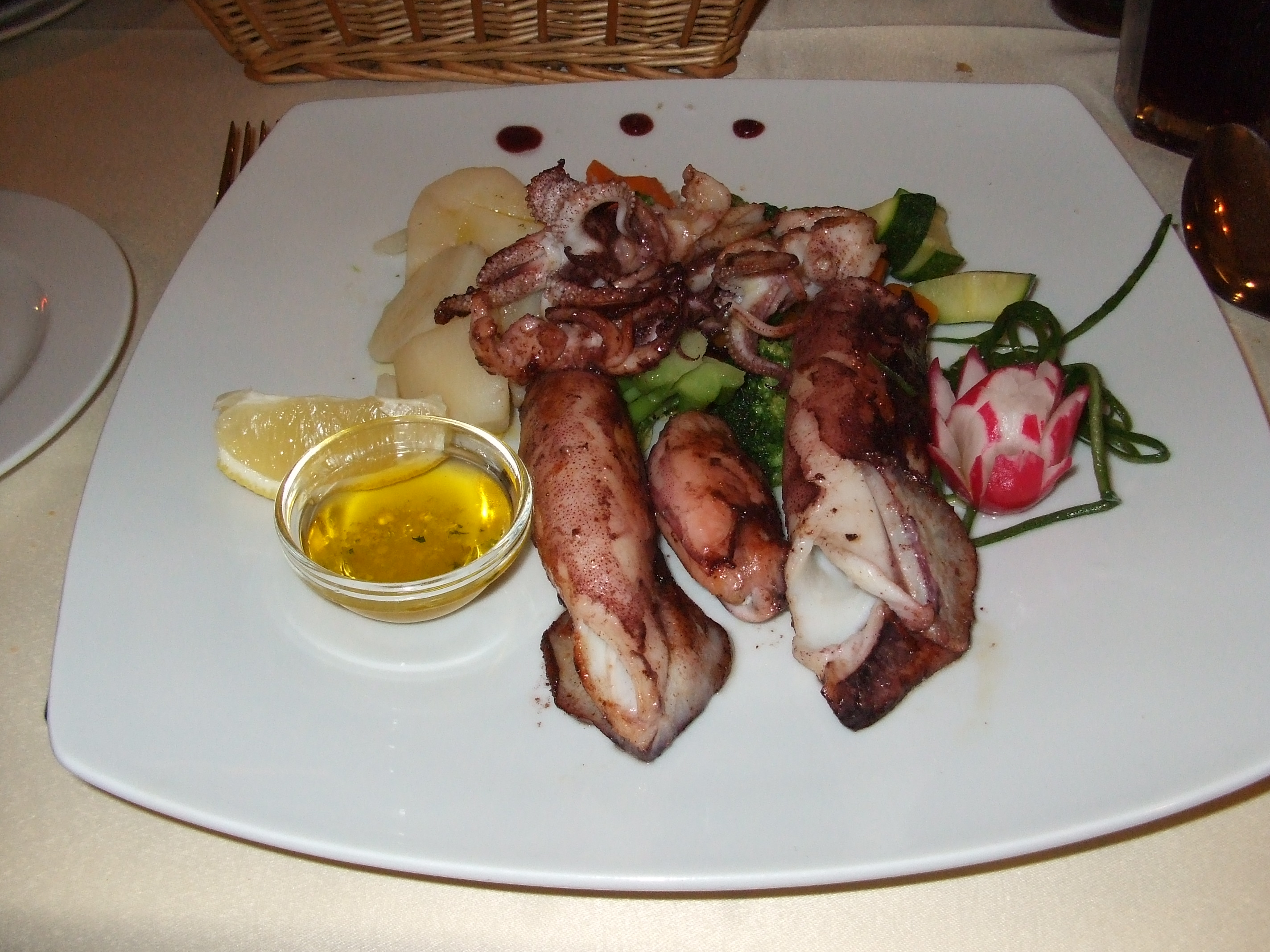
Cozinha local